# The Unbending Trees
The Unbending Trees sind eine Band aus Ungarn, welche seit 2006 besteht. Sie spezialisieren sich auf melancholische Popsongs mit sparsamer Instrumentierung. 2007 veröffentlichten sie auf Ben Watts Label Strange Feeling Records die First Day EP. Im Oktober 2008 erschien das Debütalbum Chemically Happy (Is the New Sad). Dieses beinhaltet unter anderem das Lied Overture, ein Duett mit Tracey Thorn.

## Diskografie
- September 2007: The First Day EP (Doppelvinyl)
- Dezember 2007: The First Day EP (Ungarische Ausgabe)
- April 2008: The Original (Szucs Krisztian (Heaven Street Seven) vs The Unbending Trees)
- 6. Oktober 2008: Chemically Happy (Is the New Sad)